# Misery Index
Misery Index es una banda estadounidense de deathgrind proveniente de Baltimore, Maryland, formada en el 2001 por Jason Netherton (vocalista y bajista), Mike Harrison (vocalista y guitarrista) y Kevin Talley (baterista). Durante el lapso del 2006-2010, la alineación de la banda consistía en Netherton en la voz y el bajo, Sparky Voyles en la guitarra, Mark Kloeppel en la voz y guitarra y Adam Jarvis en la batería, después de ese lapso, Voyles salió de la banda.

## Historia
La música de Misery Index es descrita como death metal pero con fuertes influencias de hardcore punk y grindcore. Su estilo musical es comparado a menudo con el de otra banda de Maryland, Dying Fetus, ya que sus integrantes como Netherton, Voyles, y sus exintegrantes Greig y Talley pertenecieron a dicha banda. El tema lírico de Misery Index es principalmente izquierdista, coincidiendo con algunos aspectos radicales y anarquistas, enfocándose más en las enfermedades de la sociedad moderna. El nombre de la banda deriva del indicador económico del mismo nombre, el cual es también el título del último álbum de Assück, quienes son una significativa influencia para Misery Index.
La banda fundó su propia compañía discográfica, Anarchos Records, con la cual lanzaron algunos EP. Poco después firmaron con Relapse Records en enero del 2006, y en mayo lanzaron su segundo álbum, Discordia. En septiembre del 2008 lanzaron su tercer álbum, Traitors. Su cuarto álbum, Heirs To Thievery fue lanzado el 11 de mayo de 2010.

## Discografía

### Álbumes
- Retaliate (2003)
- Discordia (2006)
- Traitors (2008)
- Heirs To Thievery (2010)
- The Killing Gods (2014)
- Rituals of Power (2019)

### EP
- Overthrow (2001)
- Split w/ Commit Suicide (2002)
- Split w/ Structure of Lies (2003)
- Dissent MCD/12"EP (2004)
- Split w/ Bathub Shitter (2006)
- Hang Em High (2007)
- Split w/ Mumakil (2007)

## Integrantes

### Miembros actuales
- Jason Netherton - bajo, voz (2001-)
- Sparky Voyles - guitarra (2002-)
- Mark Kloeppel - guitarra, voz (2005-)
- Adam Jarvis - batería (2004-)

### Miembros anteriores
- Kevin Talley - batería (2001-2002, 2004)
- Mike Harrison - guitarra/voz (2001-2002, 2004)
- Matt Byers - batería (2002-2004)
- Bruce Greig - guitarra (2003-2004)